# はこだて科学寺子屋
はこだて科学寺子屋（はこだてかがくてらこや）とは、科学技術コミュニケーションに関連する知識や手法などを実践的に行うことができる人材を育てるプログラムである。北海道大学科学技術コミュニケーター養成ユニット（CoSTEP）が運営に協力し、函館市内の高等教育機関の学生や市民、NPOなどに向けて2009年度よりプログラムを開始する予定。